# Giovanni Battista Salvi da Sassoferrato

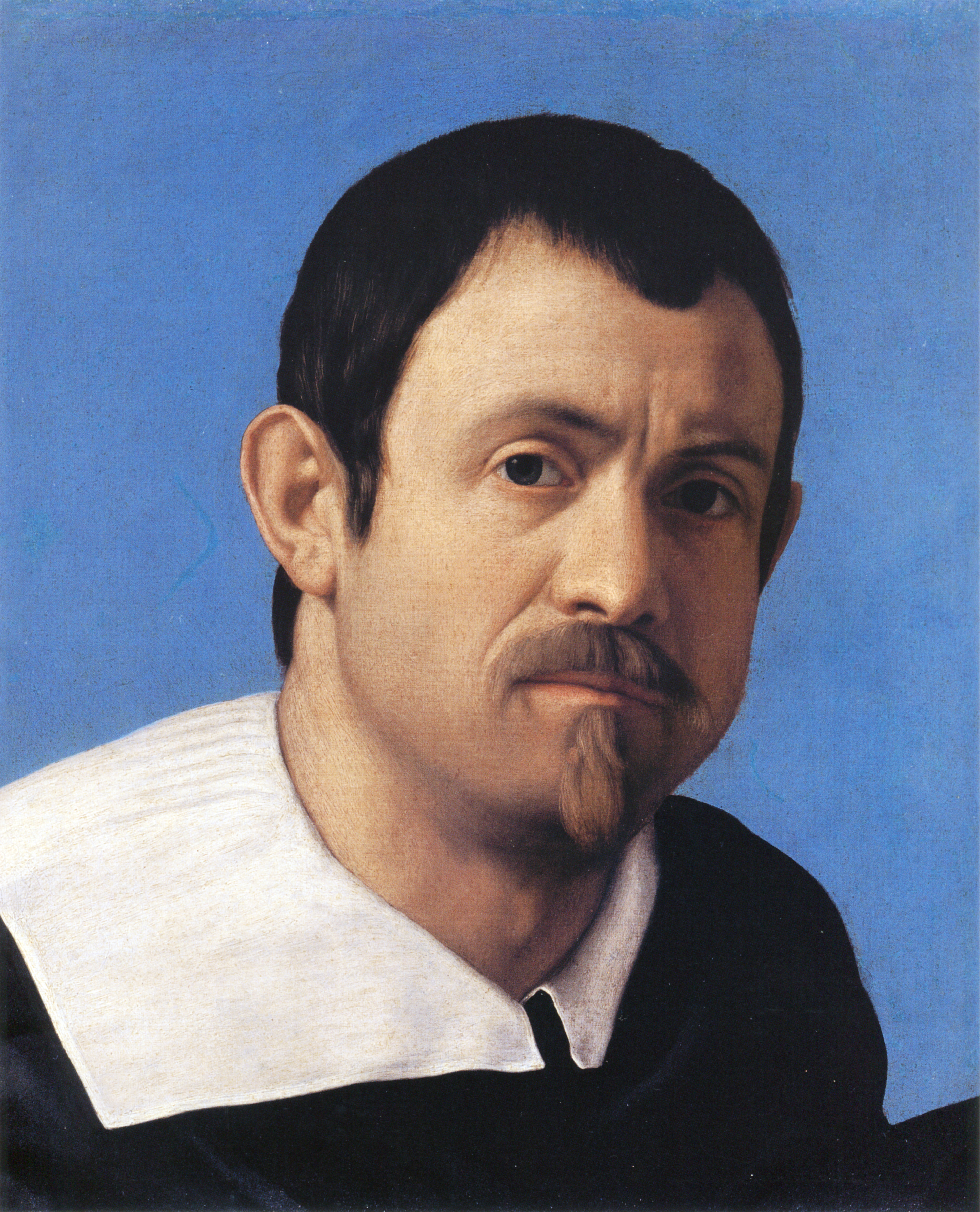
Autorretrato. Galería de los Uffizi, Florencia.

Giovanni Battista Salvi, más conocido como Il Sassoferrato (Sassoferrato, 1609-Roma, 1685), fue un pintor italiano de época barroca. 
Su principal aportación a la historia de la pintura fue la creación de un tipo de imagen devocional en la que sintetiza inteligentemente las dos corrientes pictóricas dominantes del Barroco: clasicismo boloñés y tenebrismo. Su repetición sistemática de modelos e iconografías y la gran difusión que alcanzaron muchas de sus obras dificultan la atribución y catalogación de las mismas.

## Vida y obra
Nacido en la pequeña localidad de Sassoferrato, en la región italiana de Las Marcas, su padre, Tarquinio Salvi, modesto pintor, fue quien le ilustró en los rudimentos del arte. Joven aún, marchó a Roma, donde conoció y fue discípulo de Domenichino, uno de los más grandes maestros del Clasicismo barroco, con quien se formó definitivamente. Pronto comenzaron a llegarle encargos de órdenes religiosas y dignatarios eclesiásticos, que quizá vieron en su incipiente arte una perfecta adecuación a lo dispuesto por el Concilio de Trento respecto a las imágenes sagradas.
Establecido definitivamente en Roma, contrajo matrimonio en 1648, naciendo al año siguiente el primogénito de la numerosa desdendencia que tuvo. Su pintura amable y decorativa conoció enseguida el éxito entre las clases acomodadas, lo que le llevó a establecer un taller que repetiría fielmente los esquemas del maestro, hasta el punto que existen versiones prácticamente idénticas de muchos de sus cuadros; pinturas en las que, salvo el caso de algunos retratos, se ciñó a iconografías tradicionales de la Virgen María, Cristo y algunos santos. 
De su admiración por el arte de épocas pretéritas, en especial por la pintura de Rafael, dan testimonio las copias que realizó de obras como la Sagrada Familia Canigiani, la Virgen Connestabile o la Virgen de los claveles, famosos cuadros del maestro de Urbino.

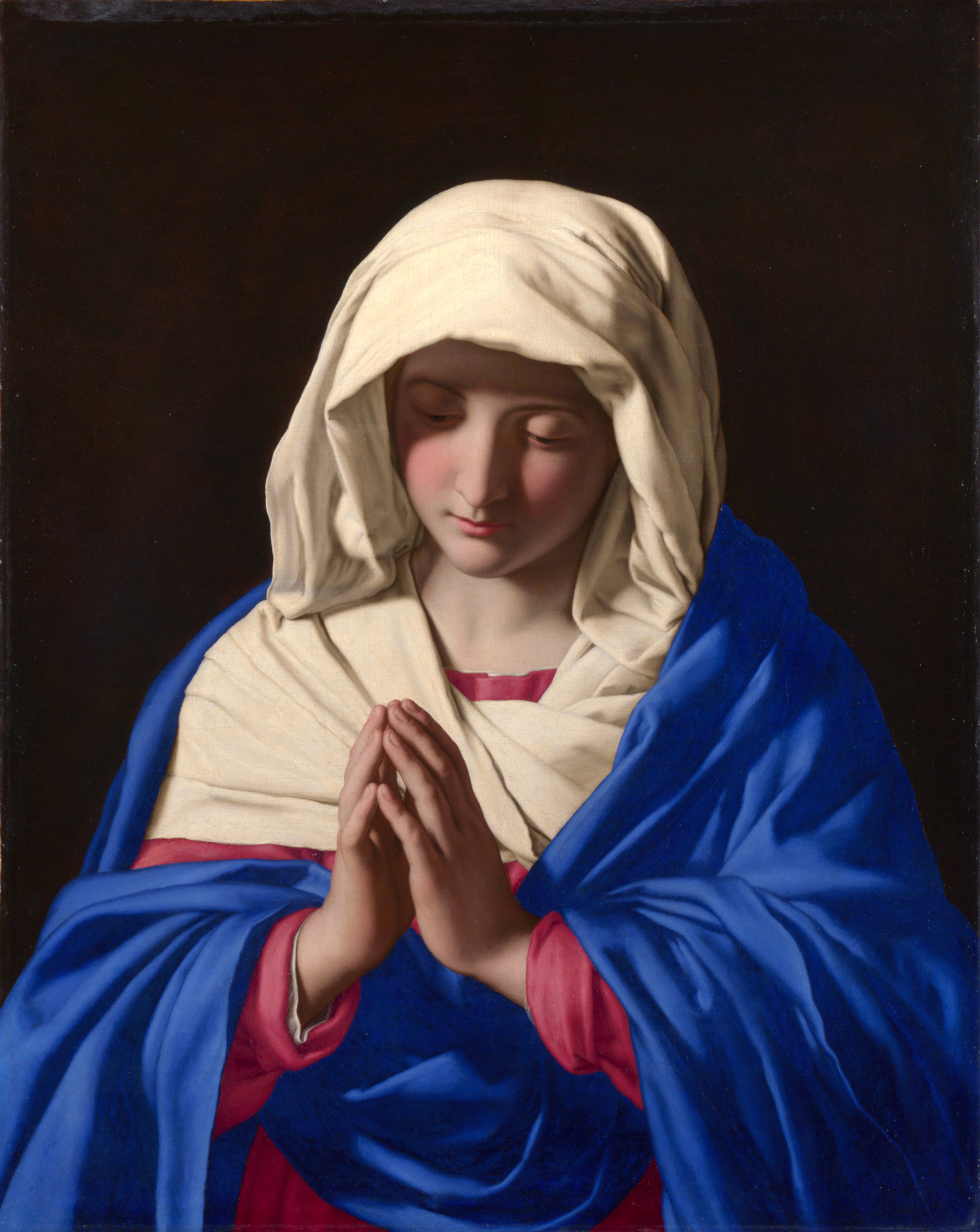
Virgen en oración. National Gallery, Londres.

Su tipo más repetido viene a ser una versión simplificada de la tradicional Madonna renacentista, con ecos del citado Rafael y Perugino, a cuya influencia añade cierto aire contemporáneo con la inclusión de luz dirigida, fondos negros y fuerte modelado de los volúmenes, todo ello de raíz caravaggesca. Sin embargo, la idealización de las figuras, la rígida ordenación de sus composiciones y una gama cromática que se recrea en los efectos agradables del color lo acercan más a la corriente clasicista de su maestro Domenichino, de Guido Reni o Guercino, teniendo grandes concomitancias su arte con el de contemporáneos como Carlo Dolci. 
De su dedicación al género del retrato quedan interesantes ejemplares, que muestran cierto envaramiento y distancia del efigiado respecto al espectador, pero siempre con un rico y brillante tratamiento del color, y un preciso sentido del dibujo, cualidades que sin duda debieron agradar a los comitentes. El cardenal Flavio Chigi regaló al duque de Toscana Cosme III un Autorretrato del pintor, muestra del aprecio de que gozaba el artista en los círculos aristocráticos.
El 8 de agosto de 1685 falleció el pintor en Roma, a los 76 años de edad.
Algunas de sus obras más destacadas son:
- Virgen en oración, 1640-1650. National Gallery, Londres.
- Retrato de Ottaviano Prati, 1650. Palacio Barberini, Roma.
- Matrimonio místico de santa Catalina, 1650. Colección Wallace, Londres.
- Virgen con el Niño Jesús dormido, s.f. Museo del Prado, Madrid.
- Autorretrato, década de 1650. Galería de los Uffizi, Florencia.
- Virgen en meditación, s.f. Museo del Prado, Madrid.[3]

## Algunas repeticiones de "La Madonna" realizadas por Il Sassoferrato

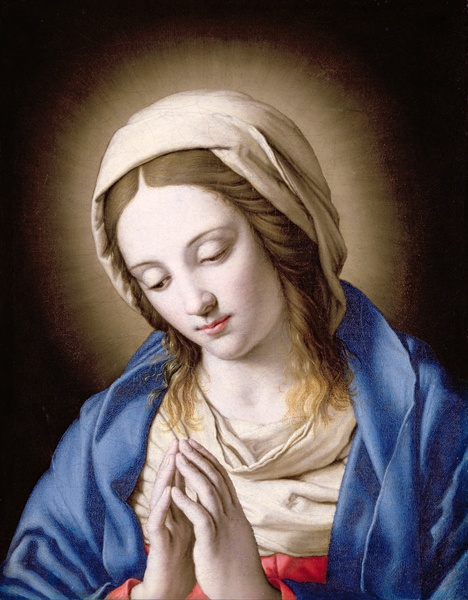
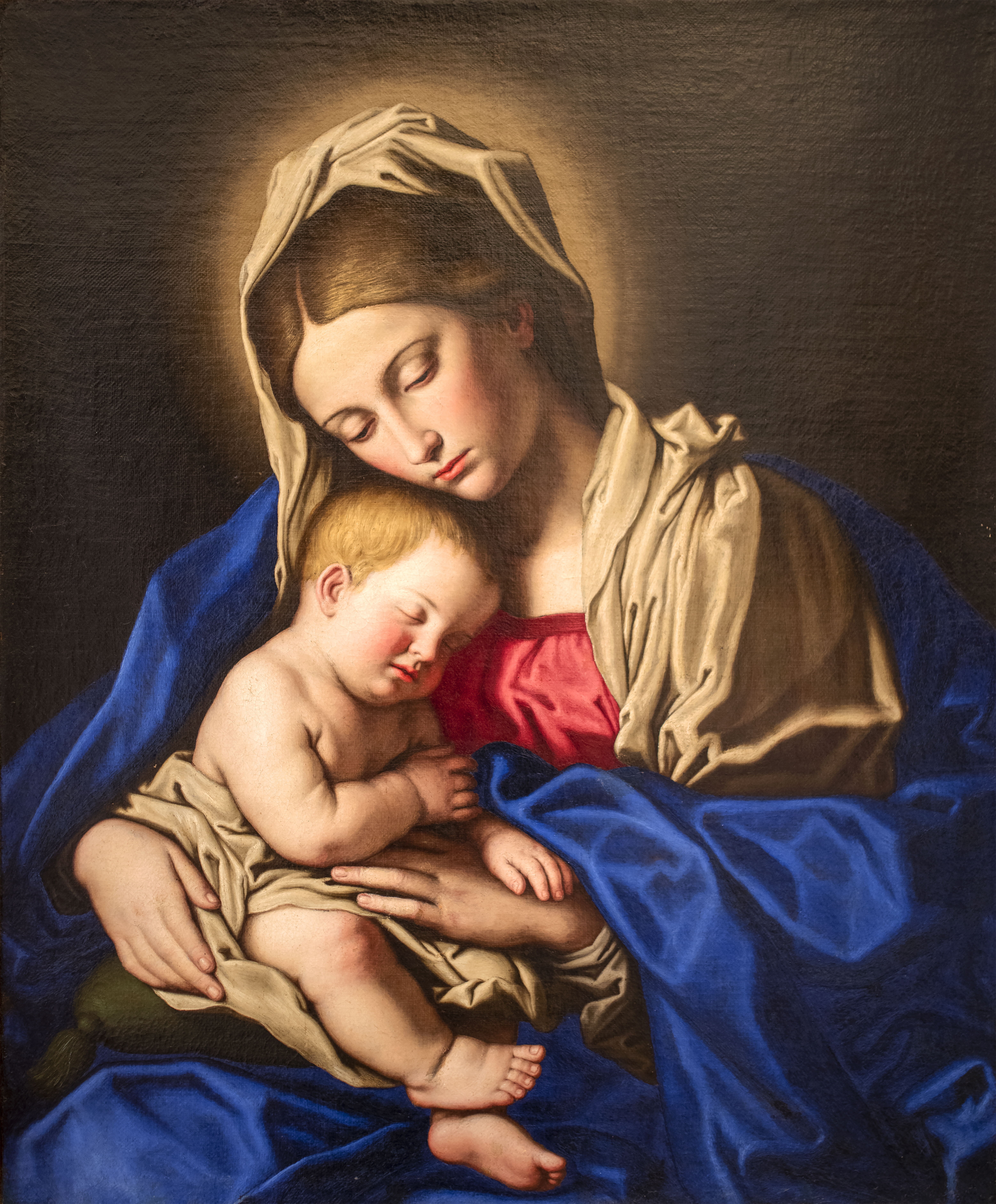
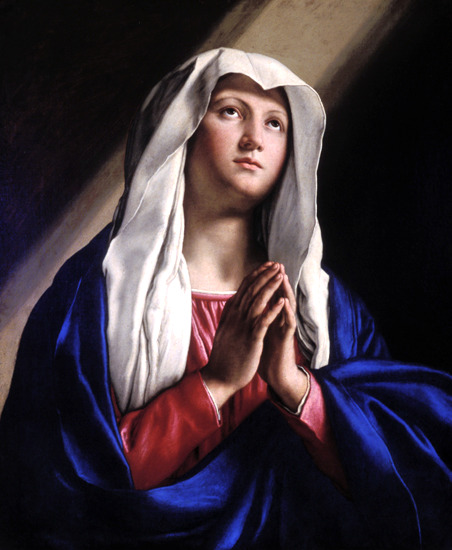
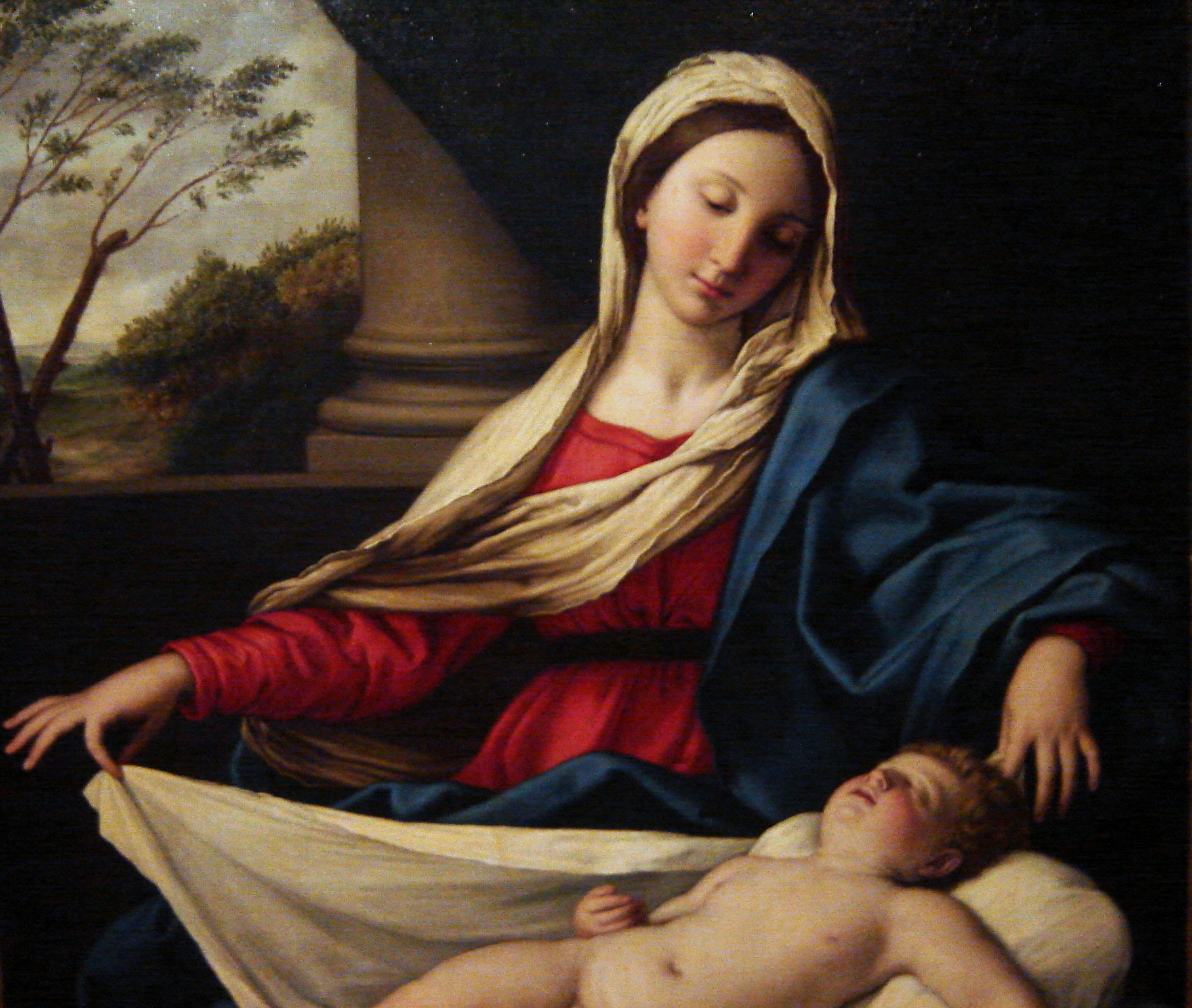
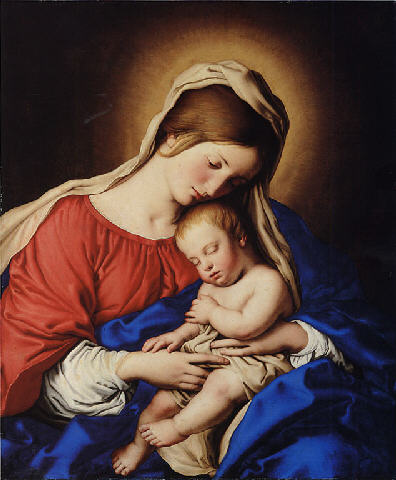
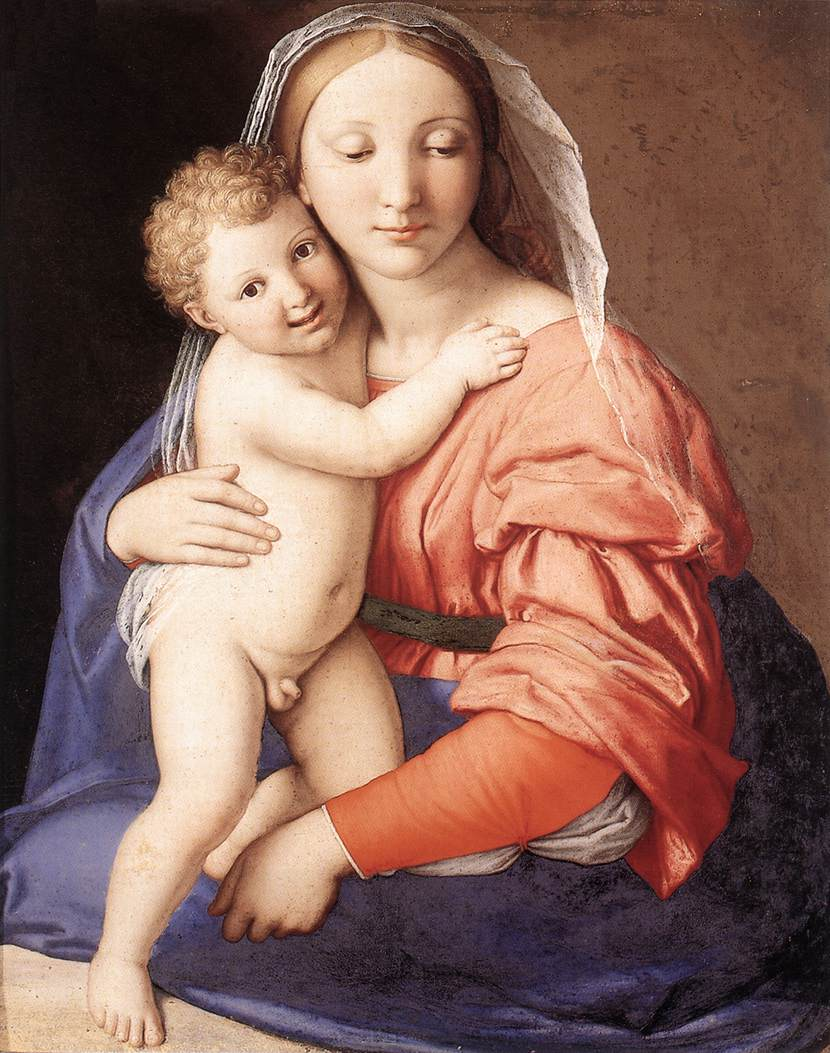